# Ульмский договор (1620)
Ульмский договор — договор, подписанный 3 июля 1620 года в городе Ульм между представителями Протестантской унии и Католической лиги при посредничестве французских дипломатов. В соответствии с условиями договора Католическая лига давала гарантии ненападения на князей Унии, взамен Протестантская уния объявляла о своём нейтралитете в конфликте между недавно избранным королём Богемии Фридрихом V и Императором, официально отказываясь от поддержки Фридриха. 
Французские дипломаты, предложив заключить такой договор, исходили из двух соображений. Первое заключалось в их уверенности, что Фридрих не удержит Богемию, а военные действия ограничатся лишь землями Богемии. Второе предположение состояло в том, что Уния, избавившись от угрозы со стороны Католической лиги, сможет направить свои силы на защиту Пфальца от испанских войск, собирающихся идти по Испанской дороге вдоль Рейна, которая нужна была, чтобы перебросить силы и ресурсы для усиления Армии Фландрии для готовящейся войны с Республикой Соединённых провинций. Однако это предположение не оправдалось и протестантские князья воспользовались договором для оправдания своего полного бездействия.